# Drozdovi
Drozdovi (lat. Turdidae) su porodica ptica koja pripada redu vrapčarki (Passeriformes). Nalaze se na svim kontinentima osim na Antartici. U Europi živi 14 vrsta. Nastanjuju šumovita područja. Najčešće su sive ili smeđe boje, a krila su srednje veličine i obojena su jarkim bojama. Rep ima dvanaest pera. Veliki su 14.5 cm-33 cm, a teški 21-178 g.  Većina vrsta jako lijepo pjeva.  

## Razmnožavanje
Drozdovi su monogamni, ali se pare i s drugim jednikama ako se ukaže prilika. Gnijezdo najčešće prave od sitnih grančica. Staništa gnijezda najčešće su drveća, grmovi i špilje. U gnijezdu se nalazi 2-5 jaja. Mladi se izlegu slijepi, bez perja i ne mogu letjeti. Oba roditelja pomažu u podizanju mladih.  

## Prehrambene navike i rasprostranjivanje sjemenki
Drozdovi jedu raznoliku i lako dostupnu hranu. Većinom jedu gliste, ličinke, tvrdokrilce i druge kukce. Neki drozdovi jedu velike količine voća i raznih sjemenki. Potom probave neoštećene sjemenke, pomoću čega se rasprostranjuju neke biljke. Ove ptice rasprostranjuju sjeme imele na neki drugi način. Sjemenka im se zalijepi za perje, pa dođu na neko drvo ga očistiti. Sjemenka pada na granu i nakon nekog vremena naraste nova imela.

## Status zaštite
| Kritično ugroženi    | 7 vrsta  |
| Ugroženi             | 5 vrsta  |
| Osjetljivi           | 18 vrsta |
| Najmanja zabrinutost | 22 vrste |
| Nedovoljno podataka  | 3 vrste  |
| Izumrli              | 3 vrste  |

Većina od oko 300 vrsta drozdova koje pripadaju 54 roda su sigurne i zaštićene.  

## Rodovi

### PorodicaTurdidaeRafinesque, 1815
1. Cassinia Hartlaub, 1860
2. Cataponera Hartert, 1896
3. Catharus Bonaparte, 1850
4. Chlamydochaera Sharpe, 1887
5. Cichlopsis Cabanis, 1850
6. Cochoa Hodgson, 1836
7. Entomodestes Stejneger, 1883
8. Geokichla Müller, 1835
9. Geomalia Stresemann, 1931
10. Grandala Hodgson, 1843
11. Hylocichla Baird, 1864
12. Ixoreus Bonaparte, 1854
13. Myadestes Swainson, 1838
14. Neocossyphus Fischer & Reichenow, 1884
15. Phaeornis Sclater, 1859
16. Psophocichla Cabanis, 1860
17. Ridgwayia Stejneger, 1883
18. Sialia Swainson, 1827
19. Stizorhina Oberholser, 1899
20. Turdus Linnaeus, 1758
21. Zoothera Vigors, 1832